# Escala de Gleason

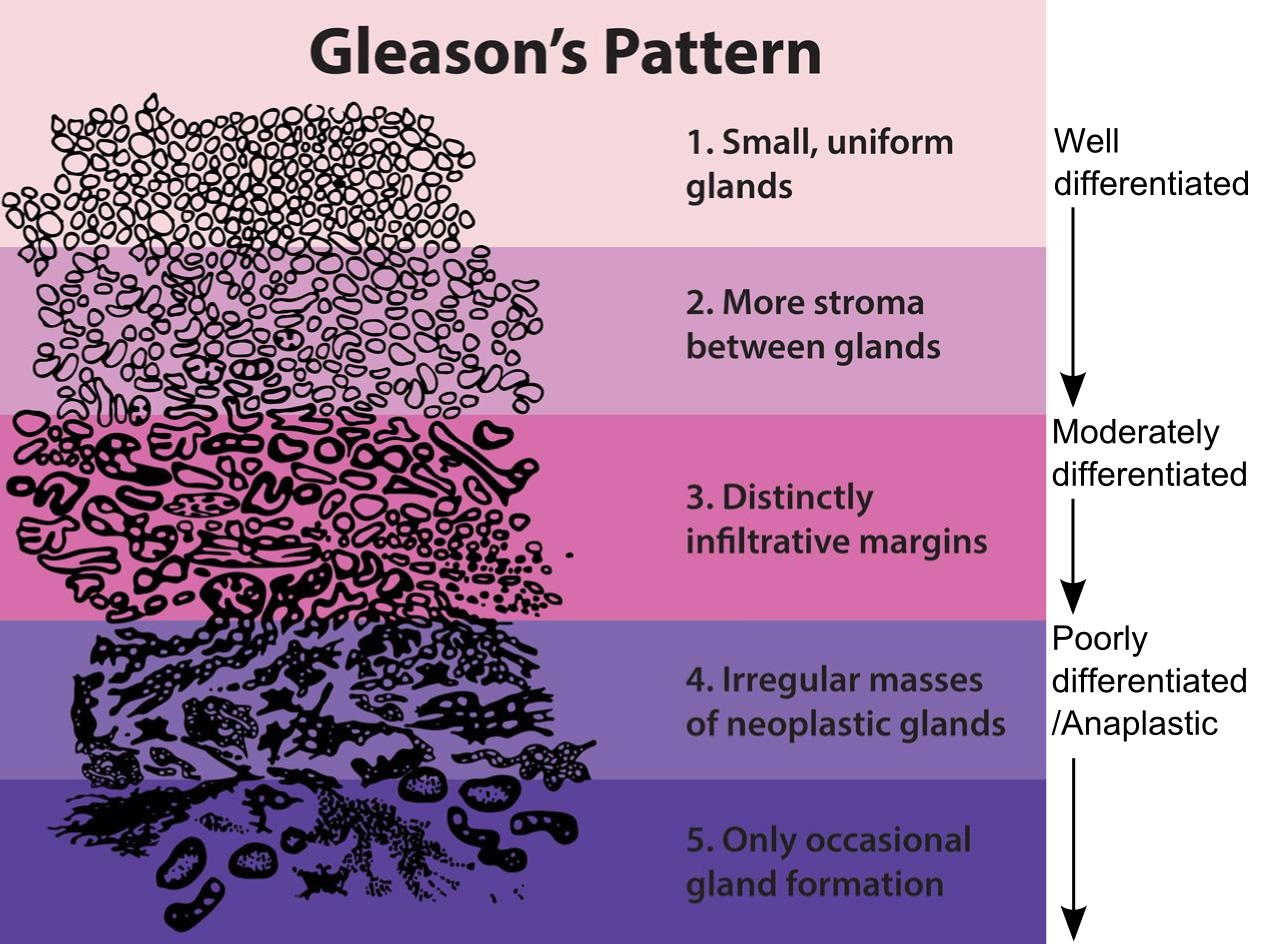
Grado de Gleason : los grados inferiores se asocian con glándulas pequeñas y compactas. Las células se extienden y pierden la arquitectura glandular a medida que aumenta el grado. La puntuación de Gleason se calcula a partir de la calificación descrita en el texto.

La escala de Gleason es un sistema que se emplea para medir el grado de agresividad de un cáncer de próstata, basándose en la observación al microscopio de las características que presentan las células de la muestra obtenida en una biopsia del órgano.

## Procedimiento e interpretación
El procedimiento consiste en seleccionar 2 zonas de la muestra y asignar a cada una de ellas un número del 1 al 5. El 1 corresponde a un tumor bien diferenciado y por lo tanto poco agresivo y el 5 a un tumor escasamente diferenciado. Los valores comprendidos entre el 2 y el 4 se asignan a grados de diferenciación intermedia. Posteriormente se suman los cifras obtenidas en las dos zonas y se obtiene un número comprendido entre el 2 y el 10. Este valor es la escala de Gleason.
Los resultados posibles son:
| Escala de Gleason | Interpretación                                                                       |
| ----------------- | ------------------------------------------------------------------------------------ |
| 2 a 6             | Cáncer con escasa agresividad, crecimiento lento y por lo tanto de mejor pronóstico. |
| 7                 | Cáncer con agresividad intermedia.                                                   |
| 8 a 10            | Cáncer de alta agresividad, y peor pronóstico.                                       |